# Boleszkowice

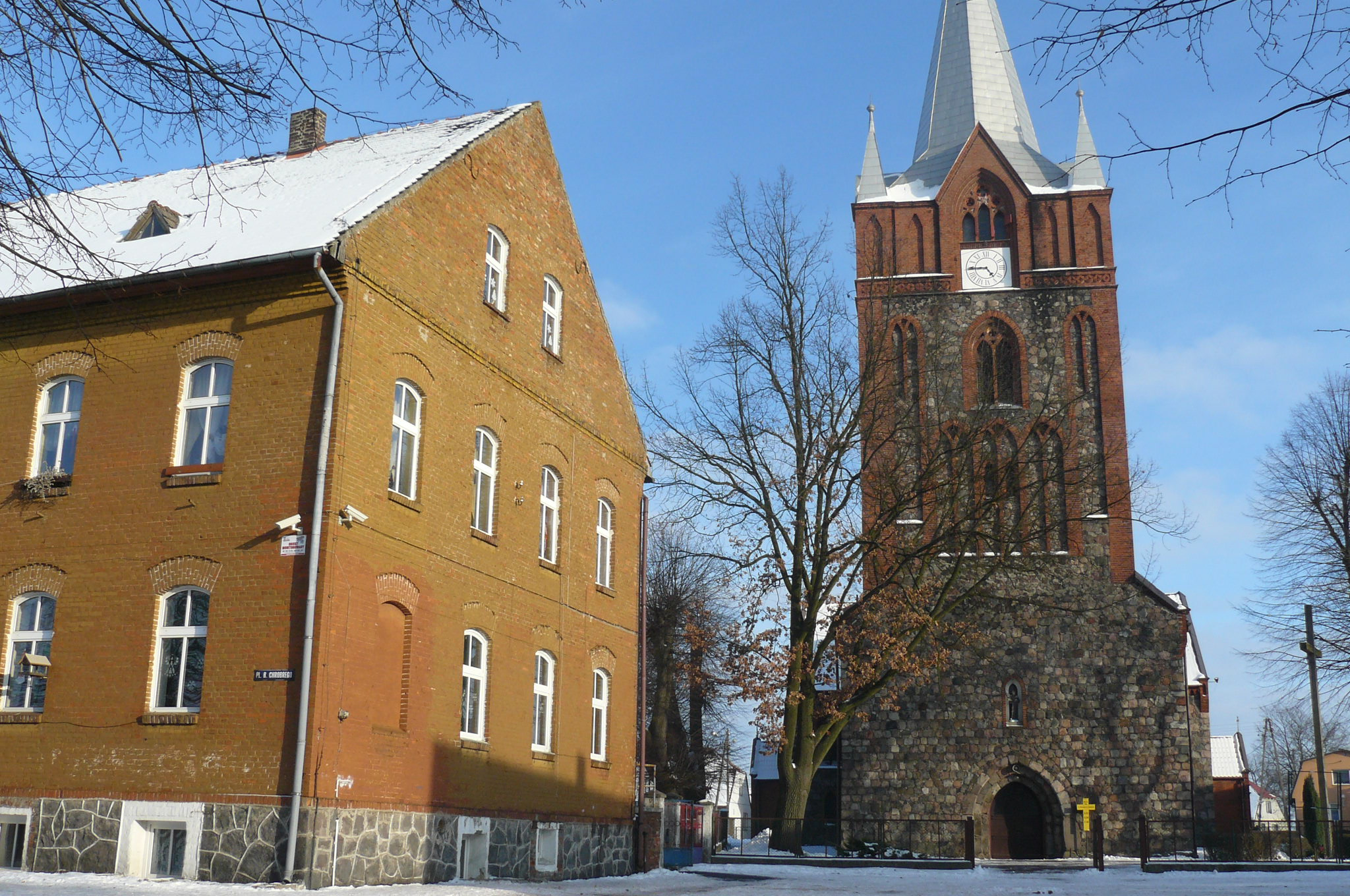
Centrum Boleszkowic

Boleszkowice (niem. Fürstenfelde) – wieś w Polsce położona w województwie zachodniopomorskim, w powiecie myśliborskim, w gminie Boleszkowice. Siedziba gminy Boleszkowice.
Od 1354 miasto. 5 października 1954 do miasta Boleszkowice włączono Wierutno. 1 stycznia 1972 Boleszkowice utraciły prawa miejskie i zostały wsią w gromadzie Namyślin, którą jednocześnie przekształcono w gromadę Boleszkowice. 1 stycznia 1973, po kolejnej reformie administracyjnej, siedziba reaktywowanej gminie Boleszkowice. W latach 1975–1998 miejscowość administracyjnie należała do województwa gorzowskiego.
Do końca XVII w. herbem miejscowości była pięciopłatkowa czerwona róża z zielonymi liśćmi na białym (srebrnym) polu. Od XVIII w. czerwone drewniane koło od wozu z ośmioma szprychami, złotą obręczą i srebrnymi gwoździami na białym (srebrnym) polu.

## Położenie
Wieś znajduje się 16 km na północ od Kostrzyna nad Odrą i 45 km na zachód od Gorzowa Wielkopolskiego.
Zgodnie z podziałem fizycznogeograficznym Polski według Kondrackiego teren na którym położone są Boleszkowice należy do prowincji Nizina Środkowoeuropejska, podprowincji Pojezierza Południowobałtyckiego, makroregionu Pojezierze Południowopomorskie oraz w końcowej klasyfikacji do mezoregionu Równina Gorzowska.

## Typ i układ przestrzenny
We wsi zachował się średniowieczny układ urbanistyczny z czytelną siatką ulic i śródmiejskim placem (obecnie pl. Chrobrego) pełniącym przypuszczalnie pierwotnie funkcję rynku. W wyniku uwarunkowań historycznych miasto nigdy w pełni nie wykształciło się i nie obwarowało.

## Toponimia
Pierwotna nazwa patronimiczna wzmiankowana została w 1252 jako Bolescouiz. Oznacza ona miejscowość zamieszkaną przez ludzi należących do Bolesława, Boleszka i można ją odtworzyć jako Bolescovici. Było to wówczas popularne imię, również wśród książąt słowiańskich. Niemiecka nazwa Fürstenfelde wywodzi się od Fürst, średnio-dolno-niemieckiego vorste „książę” oraz -feld, średnio-dolno-niemieckiego velt „pole”. Owo „książęce pole” zdaje się być zatem wolnym tłumaczeniem nazwy słowiańskiej i stanowi być może odniesienie do księcia Bolesława Rogatki, do którego należała ziemia kiniecka do 1249.
Polska nazwa Boleszkowice została utworzona po 1945 na wzór częstych nazw miejscowych z sufiksem –owice od nazwy osobowej Boleszek.
Nazwa na przestrzeni wieków: Bolescouiz 1252; Vurstennuelde 1323; Forstenfelde 1325; Furstenveld 1337; Vurstenuelde 1342; Worstenwelde 1373; Forstenfelde 1405, 1426; Fürstenfelde 1401, 1421, 1459, 1464, 1944; Fuerstenfelde 1883.

## Środowisko przyrodnicze
Najbliższa okolica bezleśna, zwarte lasy rozciągają się na południe od Boleszkowic, rzeźba terenu urozmaicona. Pod względem stanu środowiska gmina Boleszkowice zakwalifikowana została do grupy A (bardzo dobry).
Rezerwat przyrody „Cisy Boleszkowickie” (Nadleśnictwo Dębno) – ok. 1 km na płd. od wsi; rezerwat florystyczny utworzony Zarządzeniem Ministra Ochrony Środowiska, Zasobów Naturalnych i Leśnictwa z dnia 27.06.1995, pow. ogólna 9,38 ha, pow. leśna 8,82 ha.

## Historia
- VIII–poł. X w. – w widłach Odry i dolnej Warty znajduje się odrębna jednostka terytorialna typu plemiennego, prawdopodobnie powiązana z plemieniem Lubuszan. Na północy od osadnictwa grupy cedyńskiej oddzielały ją puszcze mosińska (merica Massen) i smolnicka (merica Smolnitz). Mieszkańcy zajmowali się gospodarką rolniczo-hodowlaną.
- 960–972 – książę Mieszko I opanowuje tereny nadodrzańskie, obejmujące obręb późniejszej kasztelani cedyńskiej, ziemię kiniecką i kostrzyńską[12]
- 1005 (lub 1007) – Polska traci zwierzchność nad Pomorzem, w tym również nad terytorium w widłach Odry i dolnej Warty
- X–XII w. – istnieje słowiańskie grodzisko na wyspie jeziora (około 300 m na płd.-zach. od centrum dzisiejszej wsi), zamykające przejście przez puszczę na szlaku z Pomorza do ziemi lubuskiej; formą nawiązywało do grodzisk pierścieniowatych; w zachodniej części wyspy, na 120-morgowym łęgu zwanym kiedyś Hausbruch (Zamkowy Łęg), mogła być zlokalizowana osada przygrodowa[13]
- 1112–1116 – w wyniku wyprawy Bolesława Krzywoustego, Pomorze Zachodnie uznaje zwierzchność lenną Polski
- Pocz. XIII w. – obszar na północ od linii Noteci–dolnej Warty i zachód od Gwdy w dorzeczu Myśli, Drawy, środkowej Iny, stanowi część składową księstwa pomorskiego; w niewyjaśnionych okolicznościach zostaje przejęty przez księcia wielkopolskiego Władysława Laskonogiego, a następnie jego bratanka, Władysława Odonica[14]
- 1250 – margrabiowie brandenburscy z dynastii Askańczyków rozpoczynają ekspansję na wschód od Odry; z zajmowanych kolejno obszarów powstaje następnie Nowa Marchia
- 7 marca 1252 – pierwsza wzmianka pod nazwą Bolescouiz; układ biskupa lubuskiego Wilhelma I z arcybiskupem magdeburskim Wilbrandem z Käfernburga(inne języki) w sprawie dziesięcin zawiera również rejestr posiadłości biskupa w postaci Żelewa (Seelow) i Wodynia (Wuhden) na zachód od Odry, miasteczka targowego Ośna razem z przyległościami oraz Górzycy i Boleszkowic (villis Zelou, Bodin, et civitate forensis Osna cum attinenciis, Goriza et Bolescouiz)[15][16][17]. Osada rolniczo-rycerska uzyskuje prawo targowe, działa też komora celna.
- Około 1287 – margrabiowie brandenburscy linii starszej Otto IV i Konrad przejmują Boleszkowice od biskupa lubuskiego[18]
- Około 1300 – na wzgórzu grodowym, zwanym do 1945 Kiliansburg, Kiliansberg (gród św. Kiliana; nazwa ta nie ma jednak metryki średniowiecznej[19][20]) powstaje umocnione domostwo
- 1320–1323 – po wygaśnięciu dynastii askańskiej, Nowa Marchia przejściowo przechodzi we władanie książąt pomorskich
- 1323 – władzę w Nowej Marchii obejmują Wittelsbachowie
- 23.04.1325 – wzmianka pod nazwą Forstenfelde; miasteczko jest lennem Michela von Sydowa i Fryderyka von Sacka – zakończono wtedy przy pośrednictwie rajców Chojny i Myśliborza spór miasta Mieszkowice z tymi panami Boleszkowic o łąki, pastwiska i pobieranie owsa puszczańskiego w lesie miejskim Mieszkowic (niezaprzeczalnie był to Las Boleszkowicki), w wyniku którego rozsądzono pobieranie przez von Sydowa i Sacka całej daniny w owsie, posiadanie ⅔ dochodów z tytułu kar sądowych, z wyrębu, a Mieszkowice ⅓; prawo do wypasu bydła i świń w lesie miały mieć obydwie strony[21].
- 1337 – wzmianka w księdze ziemskiej margrabiego brandenburskiego Ludwika Starszego pod nazwą Furstenveld jako „oppidum” – nieobwarowane miasto bez przywileju miejskiego, lenno rodu von Uchtenhagen (bona illorum de Uchtenhagen cum oppido Furtsenveld), raczej nie jako ich główna siedziba, choć takie stwierdzenie jest dopuszczalne; zaliczone do ziemi trzcinieckiej[22]
- 18.05.1342 – wzmianka pod nazwą Vurstenuelde; papież Klemens VI zleca biskupom wrocławskiemu i poznańskiemu zajęcie się przywróceniem biskupa lubuskiego Stefana II do dóbr już dawno zagarniętych mu przez poddanych margrabiego, w tym miasteczek Ośno i Boleszkowice (Osnam et Vurstenuelde opida)
- 1. poł. XIV w. – wzniesiono kościół z kamieni granitowych; do dziś zachowały się fragmenty dolnej części wieży z ostrołukowym portalem
- 14.05.1350 – legat papieski Gaufrield biskup Carpentras ponawia sentencję klątwy rzuconej przez biskupa lubuskiego Stefana II na margrabiego i jego wasali z rodów Wedel, Vockenrode, Lossow, Wulkow, Storckow, Uchtenhagen, którzy gwałtem zatrzymują mimo trzykrotnych napomnień Ośno i Boleszkowice (oppidum seu villa Osno et Vurstenuelde) położone w diecezji lubuskiej. Poleca też tamtejszym mieszczanom dochowywanie wierności biskupom i opłacanie należności[23].
- 14.03.1354 – przy pośrednictwie Henryka, księcia głogowskiego, nowy biskup lubuski Henryk z Bancz (Bentsch) zawiera układ z margrabią Ludwikiem Rzymskim. Margrabia rezygnuje z Ośna i Boleszkowic, biorąc je w lenno od biskupa (Nos episcopus... nostro et ecclesie nomine contulimus iusto pheudi titulo opidum Drossen et villam Vurstenuelde nostre Lubuc dioecesis cum omni iure et dominio) i zachowując prawa do połowy dziesięcin oraz patronat nad kościołem parafialnym we Frankfurcie. W toku dalszych pertraktacji margrabia zobowiązał się wypłacać biskupowi 12 tys. grzywien srebra z dóbr nowomarchijskich położonych w diecezji lubuskiej, co poręczyli komtur i bracia zakonni z Chwarszczan. Układ ratyfikowano 17 czerwca 1354[24].
- 1373 – w spisie lenn, zamków i lenn głównych wasali margrabiego, Boleszkowice (Furstenfelde) zaliczone są jako posiadłość Uchtenhagenów; niekiedy mylnie właściciele interpretowani są jako ród von Wedel z Krzywnicy[25][26]
- 12.02.1401 – pierwsza wzmianka w źródłach pisanych o kościele – zgoda biskupa lubuskiego Jana na przejęcie wikarii w kościele parafialnym w Dargomyślu po śmierci plebana Adalberta (Wojciecha), przez wikarego Andrzeja Unkopa z kościoła parafialnego w Boleszkowicach w dekanacie kostrzyńskim[27]
- 1402–1454/55 – ziemie Nowej Marchii pod rządami zakonu krzyżackiego
- 1405 – w wykazie katedratikum diecezji lubuskiej znajdują się parafie w Boleszkowicach, Dargomyślu i Oborzanach[28]
- 9 czerwca 1410 – biskup lubuski Jan rozstrzyga spór swej kapituły z braćmi Hansem i Maciejem von Uchtenhagenem o 20 łanów w Boleszkowicach w ten sposób, że kapituła ma prawo do 18 łanów z mandatu von Ostena, zaś Uchtenhagenowie do 2 łanów uprawianych przez Bernda Cromgala (Clogenagela?)[29]
- 1420 – wójt krzyżacki Nowej Marchii, Sander von Marwitz, nadaje (potwierdza?) Michałowi von Sydow jako lenno dziedziczne połowę wsi Boleszkowice z 45 łanami, połowę Lasu Boleszkowickiego w granicach Boleszkowic, jak już jego przodkowie posiadali[29]
- 1433 – podczas wojny polsko-krzyżackiej, okoliczne tereny zostają zdobyte i splądrowane przez husytów
- 1445 – po wygaśnięciu linii rodu von Sydow posiadającej Boleszkowice, zostają one wykupione przez zakon krzyżacki; powstaje folwark, z którego dochody finansują budowę krzyżackiego zamku w Kostrzynie; 18 łanów posiada rodzina Böhne (Bohne, Bone, prawdopodobnie spadkobiercy części Boleszkowic należącej wcześniej do Uchtenhagenów)
- 1450 – pożar w miasteczku
- 1452 – burgrabia (zarządca; niem. Hauptmann) zamku kostrzyńskiego Hans von Köckeritz zakupuje od von dem Bonenów ich połowę Boleszkowic za kwotę 1700 reńskich guldenów[30]; w ten sposób całe Boleszkowice mają jednego właściciela – zakon krzyżacki
- 7.04.1454 – po sprzedaży przez zakon krzyżacki Nowej Marchii elektorowi brandenburskiemu Fryderykowi II, powołując się na zgodę i wolę wielkiego mistrza, zatwierdza Hansowi von Köckeritz posiadanie zamku w Kostrzynie oraz odstępuje miasteczko Boleszkowice wraz z wsią, czynszami, rentami, przyległościami, wraz z rocznym dochodem w Mieszkowicach.
- 5.01.1459 – Hans von Köckeritz ponownie otrzymuje miasteczko i wieś Boleszkowice w dożywocie, wraz z przysiółkiem (Kiliansburg), folwarkiem, czynszami, sądownictwem, wodami, pastwiskami, zwolnieniem od ciężarów i podatków[31]
- 1473 – po śmierci Hansa von Köckeritz cała miejscowość wraz z zamkiem i folwarkiem staje się ponownie własnością elektorską
- Pocz. XVI w. – zamek (umocnione domostwo) zostaje zburzony i opuszczony
- 1535–1571 – za rządów Jana kostrzyńskiego Nowa Marchia staje się niezależnym państwem w ramach Świętego Cesarstwa Rzymskiego
- 1536 – miasteczko (i kościół) zniszczone przez pożar, liczba ludności maleje o połowę; Boleszkowice uzyskują zwolnienie z podatków na 5 lat
- 1538 – margrabia Jan kostrzyński oficjalnie wprowadza na terenie Nowej Marchii luteranizm jako religię obowiązującą
- 1540 – Boleszkowice, ale bez majątku rycerskiego, dołączono do domeny elektorskiej w Chwarszczanach[32]
- 1551 – wzmianka o sędziach (ławnikach) miejskich, celniku i ratuszu (a zatem pośrednio o radzie miejskiej)[33]
- Koniec XVI w. – Boleszkowice to nadal mieścina (oppidulum), ale z prawem do urządzania końskich jarmarków, z ludnością zobowiązaną niczym chłopi do służb na majątkach szlacheckich i państwowych
- 1582 – majątek szlachecki w Boleszkowicach posiada Hans von Briesen, ożeniony z Margerithą von Sydow z Kurzycka; ród von Briesen, znany wcześniej z ziemi świdwińskiej, posiadał majątek w Boleszkowicach do połowy XVIII w.[34][35][36]
- 1618 –1648 (wojna trzydziestoletnia) – duże spustoszenia w wyniku działań wojennych, spadek ludności o połowę
- 1633 – miejscowość znacznie ucierpiała w wyniku działań regimentu konnego armii Colloredo; spłonął ratusz, kościół i 40 domostw
- XVII/XVIII w. – założenie parku przy kościele
- 1701 – powstanie Królestwa Prus
- 1718 – pożar kościoła (odnowiony rok później). Miasto posiada 148 łanów.
- Od 1730 – szybki rozwój gospodarki rolnej
- 1736 – wielka powódź we wsiach nadodrzańskich
- 1756–1763 (wojna siedmioletnia) – kolejne spustoszenie wsi
- 25.08.1758 – prusko-rosyjska bitwa pod Sarbinowem
- 1760 – pożar wywołany przez wojska rosyjskie strawił 47 domów wraz z obejściami oraz zniszczył wnętrze kościoła, wieżę zegarową i dzwonnicę
- 1780 – folwark zostaje nabyty przez miasto Boleszkowice[37]
- 2. poł. XVIII w. – rozpoczęto oddzielanie gruntów chłopskich od folwarcznych oraz dokonano uwłaszczenia chłopów w dobrach państwowych; rozwija się gospodarka rolno-folwarczna i rzemiosło; odbudowany zostaje kościół, ratusz, browar, gorzelnia, młyn; w miasteczku są dwie oberże
- 1795 – władze Prus zakazują grzebania zmarłych wokół kościoła (pomimo to pochówków dokonywano tu do pocz. XIX w.); rajcowie miasta wyznaczyli miejsce na nowy cmentarz – piaszczyste wzgórze w płn. części Boleszkowic
- Koniec XVIII/pocz. XIX w. – rozbiórka starego kościoła i budowa nowego
- Pocz. XIX w. – Boleszkowice otrzymują ustrój miejski w ścisłym tego słowa znaczeniu oraz określone dobra ziemskie (119 łanów ziemi uprawnej, 1710 morgów łąk); w miasteczku rozwija się wyrób piwa (23 piwowarów), produkcja płótna lnianego (12 tkaczy; len pochodził z podmiejskich plantacji), cześć mieszkańców utrzymuje się z uprawy tytoniu; największym zakładem jest cegielnia; rozebrano większą część kościoła
- 1806–1807 – Nowa Marchia pod okupacją wojsk napoleońskich; na mocy traktatu w Tylży w dniu 12 lipca 1807 wojska francuskie opuszczają terytorium państwa pruskiego z wyjątkiem niektórych ważniejszych twierdz, pod warunkiem spłaty bądź zabezpieczenia nałożonej na Prusy kontrybucji wojennej

| Niemiecka nazwa            | Obiekt              | Polska nazwa                   | Ludność w 1895 | Okres                        |
| -------------------------- | ------------------- | ------------------------------ | -------------- | ---------------------------- |
| Drusenhorst                | Siedlisko           | Drużno                         | 12             | 1. poł XX w.                 |
| Forsthaus Karlshof         | Leśniczówka         | Ponikła                        | 9              | 1. poł. XX w.                |
| Fürstenfelde Bahnhof       | Przystanek kolejowy | Boleszkowice (stacja kolejowa) | 4              |                              |
| Fürstenfelder Chausseehaus | Siedlisko           |                                | 3              | 2. poł. XIX w.–1. poł. XX w. |
| Karlshof Jagdschloß        | Budynek             |                                |                |                              |
| Kiliansburg                | Miejsce             |                                |                |                              |
| Vierruthen                 | Kolonia             | Wierutno                       | 39             | XIX w.–1. poł. XX w.         |

- 1807–1811 – reformy gospodarcze Steina – Hardenberga dotyczące zniesienia poddaństwa chłopów w Prusach
- 1815–1818 – reformy administracyjne Prus zmieniają strukturę Nowej Marchii; miasteczko należy do powiatu Kostrzyn, w rejencji frankfurckiej, w prowincji brandenburskiej
- 1823–1845 – budowa drogi bitej do Kostrzyna i Mieszkowic
- 1830 – pożar
- 1836 (1839) – w związku z likwidacją powiatu Kostrzyn[38], miasteczko przechodzi do powiatu Chojna, w rejencji frankfurckiej, w prowincji brandenburskiej
- 1847 – miasto dotyka epidemia cholery
- 1849 – pożar
- Koniec 1. poł. XIX w.–1858 – nowi fundatorzy i mieszkańcy gruntownie przebudowują i rozbudowują kościół w stylu neogotyckim, częściowo wykorzystując kamień ze średniowiecznej budowli (z wcześniejszego kościoła pozostała dolna część wieży). Proboszczem jest Thomas[39].
- 1850 – znaczny rozwój miasta (203 domy i 320 budynków gospodarczych), największym zakładem przemysłowym jest cegielnia
- Poł. XIX w. – działa szkoła podstawowa (3 nauczycieli, dyrektorem jest Kähler[39])
- 1853 – powstaje droga bita na odcinku Mieszkowice – Boleszkowice – Kostrzyn
- 1865/70 – kościół otrzymał organy usytuowane na chórze
- 1871–1918 – Nowa Marchia w ramach zjednoczonej Drugiej Rzeszy Niemieckiej
- 1877 – powstaje linia kolejowa na trasie Szczecin – Kostrzyn nad Odrą; dworzec kolejowy zbudowany na miejscu koszar
- Koniec XIX w. – proces przechodzenia części ziemi z rąk wielkich posiadaczy do indywidualnych chłopów (tzw. kolonizacja wewnętrzna)
- Pocz. XX w. – wybudowano kaplicę cmentarną (dom pogrzebowy)
- 1910 – otwarto prywatną szkołę średnią
- 1914–1918 (I wojna światowa) – upadek gospodarczy miasteczka
- 1919–1939 – w Boleszkowicach działają: młyn motorowy, kuźnia, niewielki warsztat kowalsko-mechaniczny, piekarnia oraz cegielnia w okolicy miasta; usługi: apteka, poczta, 2 lekarzy, 2 dentystów, przedszkole; organizacje: straż pożarna, klub gimnastyczny oraz jeździecki; głównym źródłem utrzymania pozostaje rolnictwo (ok. 50% ludności); powierzchnia miasta 2400 ha, z tego użytki rolne i ogrody 1950 ha
- 1925–1937 – zbudowano lokalną gazownię na gaz organiczny
- 31 stycznia 1945 – jednostki 2 Gwardyjskiej Armii Pancernej (generała pułkownika Siemiona Bogdanowa) oraz 5 Armii Uderzeniowej (generała Nikołaja Bierzarina) 1 Frontu Białoruskiego (marszałka Gieorgija Żukowa) nacierając w kierunku Czelina i Kostrzyna forsują Odrę, zdobywając przyczółki na zachodnim brzegu w rejonie Kienitz[40]
- 2 lutego 1945 – mieszkańcy miasteczka, zaskoczeni pojawieniem się jednostek radzieckich, opuszczają domostwa[41]
- 2–7 lutego 1945 – 1 Korpus Zmechanizowany pod dowództwem generała lejtnanta Siemiona Kriwoszeina, wchodzący w skład 2 armii pancernej, wydzielone jednostki 5 Armii Uderzeniowej oraz 82 dywizja piechoty 61 Armii prowadzą działania mające na celu oczyszczenie z oddziałów niemieckich terenów na wschodnim brzegu Odry w powiecie chojeńskim[42]
- 4 lutego 1945 – zajęcie Boleszkowic przez 5 Armię Uderzeniową 1 Frontu Białoruskiego[43]; zniszczenia sięgają 15%[44]
- maj 1945 – początek napływu osadników; w większości są to rodziny żołnierzy 1 Armii WP z byłych wschodnich terenów polskich (w ok. 90% pochodzący ze wsi), następnie grupa z okolic Kielc, a także z Bieszczadów.
- 7 maja 1945 – powstaje zarząd miejski
- 6 czerwca 1945 – w mieście zarejestrowanych jest 47 Polaków i prawie tyle samo Niemców[45]; nadal funkcjonuje niemiecka nazwa Fürstenfelde, później pojawia się nazwa Bolesławice
- 24 czerwca 1945 – akcja wysiedlenia Niemców z Boleszkowic[41]
- 14 lipca 1945 – burmistrzem Boleszkowic z nominacji zostaje Józef Latuszak, a dotychczasowy burmistrz Tomasz Kaźmierczak obejmuje stanowisko wiceburmistrza
- sierpień 1945 – zaczęto wydawać gazetę „Osadnik Wojskowy”; powstała miejscowa organizacja PPS
- wrzesień 1945 – powstaje miejscowa organizacja PPR
- 4 września 1945 – rozpoczyna działalność 4-oddziałowa szkoła podstawowa, mieszcząca się w jednej izbie w byłym ratuszu; pierwszym nauczycielem i kierownikiem szkoły został Aleksander Jagielnicki; jego następczynią wkrótce zostaje Helena Korzeniewska
- październik 1945 – na pieczątce miejskiej figuruje już nazwa Boleszkowice
- 14 października 1945 – na polecenie władz wojewódzkich zostaje zorganizowana Tymczasowa Rada Narodowa jako organ doradczy przy Zarządzie Miejskim[46]
- XI.1945 – kościół jest obsługiwany przez księdza z Mieszkowic, a następnie włączony do parafii Nowy Dąb (Dębno)
- 1945–1946 – powstaje posterunek MO, agencja pocztowa
- 21 stycznia 1946 – ukonstytuowała się Miejska Rada Narodowa[47]
- 1946 – szkoła podstawowa zostaje przeniesiona do budynku mieszkalnego (obecnie nieistniejącego) przy ul. Świerczewskiego (ob. ul. Słoneczna)
- 13 czerwca 1946 – konsekracja kościoła
- 1947 – uruchomienie młyna; powstaje zakład usług traktorowych dla rolnictwa. W miasteczku nadal mieszkają 24 rodziny niemieckie[37].
- 1948 – powstaje Gminna Spółdzielnia, w następnych latach połączona z GS Dębno
- 1 sierpnia 1948 – zostaje utworzona gmina miejska i wiejska Boleszkowice (9 gromad)
- 16 stycznia 1949 – powstaje biblioteka gminna
- 5 października 1949 – oddanie do użytku obecnego budynku szkoły
- 1950 – powstaje Rolnicza Spółdzielnia Produkcyjna „Czerwony Sztandar”, funkcjonująca do 1957
- 23 czerwca 1950 – likwidacja Zarządu Miejskiego, powołanie Prezydium Miejskiej Rady Narodowej
- 1 czerwca 1951 – erygowanie parafii pw. św. Antoniego Padewskiego
- 25 września 1954 – likwidacja gmin, pozostaje miasto Boleszkowice i utworzona zostaje Gromadzka Rada Narodowa w Namyślinie (7 gromad)
- 1954 – do miasta przyłączono gromadę Wierutno
- 1955 – zmiana biblioteki gminnej na miejską w związku z planowanym otwarciem biblioteki gminnej w Namyślinie
- 11 maja 1955 – założenie punktu felczerskiego
- 10 czerwca 1956 – Boleszkowice otrzymują połączenie autobusowe z powiatem
- 1960 – otwarcie kina „Graniczne”
- 1964 – wybudowanie zlewni mleka
- luty 1964 – powołanie do życia Towarzystwa Przyjaciół Dzieci, kierownik Teresa Macyszyn
- 1965 – wyasfaltowanie ulic
- 1966 – wybudowanie sklepów spożywczych
- 1967 – weszła w życie nowa reforma szkolna, wprowadzono tzw. „ośmioklasówkę”
- 1968 – wybudowanie restauracji „Osadnik”
- Koniec lat 60. XX w. – rozebranie pomnika poświęconego pamięci mieszkańców poległych na polach bitew w czasie I wojny światowej; wzniesiony z granitu szwedzkiego, uwieńczony krzyżem, hełmem i liśćmi laurowo-dębowymi, stał na centralnym placu
- 1971 – założenie filii banku spółdzielczego
- 1 stycznia 1972 – uchwałą PRN w Dębnie Nr XII/42 z dnia 10.09.1971 z mocą obowiązującą od 01.01.1972 zniesiono miasto Boleszkowice, którego obszar włączony został do gromady Namyślin, powiat Chojna. W wyniku zniesienia miasta przeniesiono siedzibę GRN z Namyślina do wsi Boleszkowice zmieniając jednocześnie nazwę gromady. PPRN w Dębnie fakt likwidacji ustroju miejskiego w Boleszkowicach motywowało koniecznością poprawy sytuacji ekonomiczno-gospodarczej i prawnej rolników – mieszkańców Boleszkowic, którzy stanowili 86% ludności. Jednym z czynników uzasadniających projekt zniesienia miasta był brak możliwości aktywizacji i jego rozwoju z uwagi na nieistniejący przemysł. Na ten też temat w Boleszkowicach wcześniej przeprowadzone zostały konsultacje zarówno z mieszkańcami miasta, jak i z Miejską Radą Narodową. W wyniku tych rozmów MRN w Boleszkowicach zaopiniowała negatywnie wniosek PRN w Dębnie w sprawie zniesienia ustroju miejskiego, uzasadniając to tym, iż powyższe zmiany nie są zgodne z odczuciami mieszkańców. Niemniej mimo sprzeciwu mieszkańców i samej MRN zniesienie ustroju miejskiego w Boleszkowicach stało się faktem dokonanym. Ostatnia sesja MRN w Boleszkowicach odbyła się 05.11.1971[48].
- 1972 – zmeliorowanie pól
- 1974 – założenie wodociągów wiejskich
- 1975 – w wyniku reformy administracyjnej Boleszkowice jako gmina wiejska znajdują się w granicach województwa gorzowskiego
- 1976 – wybudowanie Gminnego Ośrodka Zdrowia
- 1978 – oddanie do użytku budynku Urzędu Gminy
- 1979 – wybudowanie Osiedla 40-Lecia, remizy OSP, bloku mieszkalnego dla pracowników administracji
- 1997/98 – generalny remont wieży kościelnej (zdjęcie łupku), pokrycie blachą
- 1998 – likwidacja 273 kompanii radiotechnicznej Boleszkowice[49][50]
- 1 stycznia 1999 – w wyniku reformy administracyjnej Boleszkowice znajdują się w województwie zachodniopomorskim
- 1999 – uruchomienie oczyszczalni ścieków (mechaniczno-biologiczna z neutralizacją biogenów) o przepustowości 225,0 m³/d
- 1 września 1999 – rozpoczęło działalność gimnazjum
- 14 maja 2000 – odsłonięcie kamienia pamiątkowego poświęconego pionierom Boleszkowic
- 2001 – założono i uruchomiono nowy zegar na wieży

| Imię i nazwisko                                            | Lata                                        |
| ---------------------------------------------------------- | ------------------------------------------- |
| biskupi lubuscy                                            | przed 1252–ok. 1287                         |
| margrabiowie brandenburscy                                 | ok. 1287–1354                               |
| Fryderyk von Sack (lenno)                                  | 1325                                        |
| von Sydow (lenno, połowa Boleszkowic, wieś?)               | przed? 1325–1445                            |
| von Uchtenhagen (lenno, połowa Boleszkowic, miasteczko?)   | przed 1337–po? 1410                         |
| margrabiowie brandenburscy jako lennicy biskupów lubuskich | 1354–?                                      |
| zakon krzyżacki (połowa Boleszkowic, wieś?)                | 1445–1452                                   |
| von dem Böhne (połowa Boleszkowic, miasteczko?)            | po? 1410/przed? 1445–1452                   |
| zakon krzyżacki (całe Boleszkowice, wieś i miasteczko)     | 1452–1454                                   |
| Hans von Köckeritz                                         | 1454–1473                                   |
| margrabiowie (elektorzy) brandenburscy, państwo niemieckie | 1473 (od 1540 w domenie Chwarszczany)–1945? |

## Pierwsze władze po II wojnie światowej
Burmistrzowie
| Lata                  | Imię i nazwisko     |
| --------------------- | ------------------- |
| 1945                  | Tomasz Kaźmierczak  |
| 14.07.1945–1.09.1945  | Józef Latuszak      |
| 1.09.1945–22.10.1945  | Julian Korenko      |
| 22.10.1945–26.08.1946 | Józef Kwiatkowski   |
| 26.08.1946–1947       | Stanisław Dąbrowski |
| 1947                  | Stanisław Skibiński |
| 1947–1950             | Bolesław Słodczyk   |

Przewodniczący Miejskiej Rady Narodowej
| Lata      | Imię i nazwisko      |
| --------- | -------------------- |
| 1950      | Kazimierz Żurawski   |
| 1951–1952 | Franciszek Pawlaczyk |
| 1952      | Dariusz Dystel       |
| 1952–1954 | Jan Łyskawa          |
| 1954–1957 | Czesław Kudła        |
| 1957–?    | Eugeniusz Kozłowski  |

Wójtowie
| Lata      | Imię i nazwisko      |
| --------- | -------------------- |
| 1945–1948 | Marian Tomaszewski   |
| 1948–1950 | Ludwik Wojciechowski |
| 1950–1951 | Stefan Jakubowski    |
| 1951–1952 | Henryk Wajner        |
| 1952–1953 | Julian Kopyłowski    |
| 1953–1954 | Henryk Wajner        |

## Ludność
Ludność na przestrzeni wieków:

## Gospodarka
Miejscowość o charakterze rolniczym, najwięcej jest gospodarstw drobnych; uprawa zbóż, tj. pszenicy i jęczmienia, w drugiej kolejności pszenżyta i żyta. Użytki rolne są zagospodarowane w następujący sposób (2003):
| Użytek rolny | Liczba ha |
| ------------ | --------- |
| Grunty orne  | 1852      |
| Sady         | 29        |
| Łąki         | 7         |
| Pastwiska    | 85        |

Dominują gleby klasy IIIa-VI. Część gruntów odłogowana po likwidacji sieci Państwowych Gospodarstw Rolnych na pocz. lat 90. XX w. Brak większych zakładów przemysłowych. Kompleks kolejowy oraz młyn motorowy.

## Organizacje, instytucje i sport
- Urząd Gminy
- Izba Pamięci Narodowej (w budynku Publicznego Gimnazjum)
- Biblioteka Publiczno-Szkolna Gminy Boleszkowice – utworzona w 1946 jako punkt biblioteki w Dębnie, od 16.01.1949 Gminna Biblioteka Publiczna w Boleszkowicach, od 26.04.1996 jako Biblioteka Publiczno-Szkolną Gminy Boleszkowice; ponad 37 tys. woluminów
- Gminny Ośrodek Kultury

Przy GOK funkcjonują zespoły:
- - Zespół śpiewaczy „Platerówki” – założony w 1980, pierwszym instruktorem była Jolanta Matusiak, obecnie Tadeusz Pencak, skład 15 osób. Najważniejsze osiągnięcia: laureat województwa gorzowskiego w przeglądzie PARA i nagroda wojewody w roku 1986, II miejsce w Ogólnopolskim Przeglądzie Zespołów Śpiewaczych i Chórów w Kielcach w roku 1987.
  - Kapela ludowa „Cisy” – założona w 1984 przez Edmunda Ziołę; najważniejsze osiągnięcia: laureat PARA na szczeblu wojewódzkim 1988, 1989, 1997, 1998, 1999, Międzynarodowych Spotkań Ziemia i Pieśń w Szprotawie 1997, Festiwalu Współczesnej Kultury Ludowej Wolin 1998, 2001, Wojewódzkiego przeglądu zespołów Folklorystycznych Lipiany 1999,2000, Wojewódzkich Spotkań Wykonawców Piosenki Kresowej „Kresowiana” 1997, 1999, 2001, pierwsze miejsce w Międzywojewódzkim Festiwalu Szparagowe żniwa Trzciel 2001, Nagroda Specjalna Wojewody Gorzowskiego za tytuł laureata PARA 1998, Wyróżnienie w III Międzynarodowym Festiwalu Muzyki Rodzinnej Tczew 2000.
  - Kapela ludowa „Małe Cisy” – założona w 2001, instruktor Edmund Zioła, skład 10 osób (uczniowie szkoły podstawowej i gimnazjum w Boleszkowicach); najważniejsze osiągnięcia: laureat VI Festiwalu Współczesnej Kultury Ludowej w Kamieniu Pomorskim, X Ogólnopolskich Spotkań Grup Śpiewaczych „Ziemia i Pieśń” w Szprotawie, Wojewódzkiego Przeglądu Folkloru w Lipianach, Międzywojewódzkiego Festiwalu Folkloru w Międzyrzeczu, Powiatowego Przeglądu Folkloru w Boleszkowicach.
  - Zespół taneczny „Kleks” – założony w 1999, instruktor Beata Stankiewicz. Wyróżnienia na Powiatowym Przeglądzie Grup Tanecznych w Dębnie PARA 2003 i regionalnym Festiwalu Kolęd i Pastorałek w Dębnie.
  - Grupa taneczna „Kama” – założona w 2001 przez uczennice, działa przy Publicznym Gimnazjum w Boleszkowicach, instruktor Renata Kędzia, skład 5 osób.
  - Zespół instrumentalno-wokalny „Kłams” – założony w 2003, skład 5 osób.

- Zespół Dzielnicowych, podlega pod Komisariat Policji w Dębnie
- Koło Gospodyń Wiejskich, założone w 1980
- Ochotnicza straż pożarna, założona w 1946
- Urząd Pocztowy
- Ośrodek Zdrowia
- Ośrodek Pomocy Społecznej
- Polski Związek Wędkarski, założony w 1970
- Związek Kombatantów Rzeczypospolitej Polskiej i Byłych Więźniów Politycznych
- Związek Koła Terenowego Sybiraków, założony w 08.1999
- Ludowy Klub Sportowy „Chrobry” Boleszkowice, powstały w 1955 roku i grający na Stadionie im. Henryka Łosia przy ulicy Sportowej w Boleszkowicach. Barwy: granatowo-czerwone.

## Edukacja
- Szkoła Podstawowa, działa od 1945
- Gimnazjum Publiczne, założone w 1999
- Przedszkole Gminne, założone w 1948

Kontynuacja nauki w szkołach ponadgimnazjalnych może być realizowana w okolicznych gminach – Dębno, Mieszkowice, Kostrzyn nad Odrą.

## Parafia
Pierwszą mszę św. kapłan polski odprawił w 11.1945 Wierni byli obsługiwani przez księdza z Mieszkowic. Kościół parafialny w Boleszkowicach został poświęcony 13 czerwca 1946 i przekazany w administrację Salezjanom z Dębna. Oficjalnie parafię erygowano 1 czerwca 1951 Do 1990 parafia w Boleszkowicach obsługiwała kościoły w Troszynie i Sitnie. Po ustanowieniu 26.08.1990 parafii w Troszynie przeszły one pod duszpasterską opiekę tamtejszych proboszczów.
Proboszczowie:
- 1951–1959 – ks. Witold Golak
- 1959–1966 – ks. K. Pietrzyk
- 1966–1969 – ks. T. Malawski
- 1969–1976 – ks. M. Brzozowski
- 1976–1981 – ks. T. Trzeszczkowski
- 1981–1987 – ks. M. Leśniak (budowa plebanii)
- 1987–1988 – ks. M. Chojnacki
- 1988–1997 – ks. S. Smuniewski (budowa plebanii, generalny remont dachu kościoła)
- 1997–VI.1998 – ks. F. Warniewski (remont kościoła – wykonano posadzkę pomiędzy ławkami i pod chórem)
- VI.1998–? – ks. Jan Terlikowski
- ?–2017 – ks. Andrzej Skowroński
- 2017 – ks. Adam Ścibek

## Jednostka wojskowa
4 kompania radiotechniczna (krt) Boleszkowice istniała już w 1955 (dowódca porucznik Bolesław Karpiński) i wchodziła w skład 18 samodzielnego pułku obserwacyjno-meldunkowego Mrzeżyno. Po utworzeniu w 1957 Korpusów Obrony Powietrznej Obszaru Kraju (KOPL OK) i reorganizacji Wojsk Radiotechnicznych została przemianowana na 293 krt Boleszkowice w składzie 9 samodzielnego batalionu radiotechnicznego (sbrt) Choszczno (2 KOPL OK Bydgoszcz). Jesienią 1968 zreorganizowano 9 sbrt w Choszcznie i na jego bazie utworzono 13 pułk radiotechniczny, zaś krt Boleszkowice otrzymała nowy numer 243. Od czasu tworzenia przy korpusach OPK Brygad Radiotechnicznych (BRt) w latach 1973–1975, jednostka w Boleszkowicach jako 273 krt znajdowała się w składzie 27 brygady radiotechnicznej Witkowo w 2 BRt w Bydgoszczy (2 Korpus OPK). W 1983 273 krt w Boleszkowicach (dowódca mjr Jan Korzeniowski) zajęła II miejsce na szczeblu Wojsk OPK w zawodach użyteczno-bojowych. W ramach restrukturyzacji 273 krt Boleszkowice została rozformowana w 1998.

## Atrakcje turystyczne

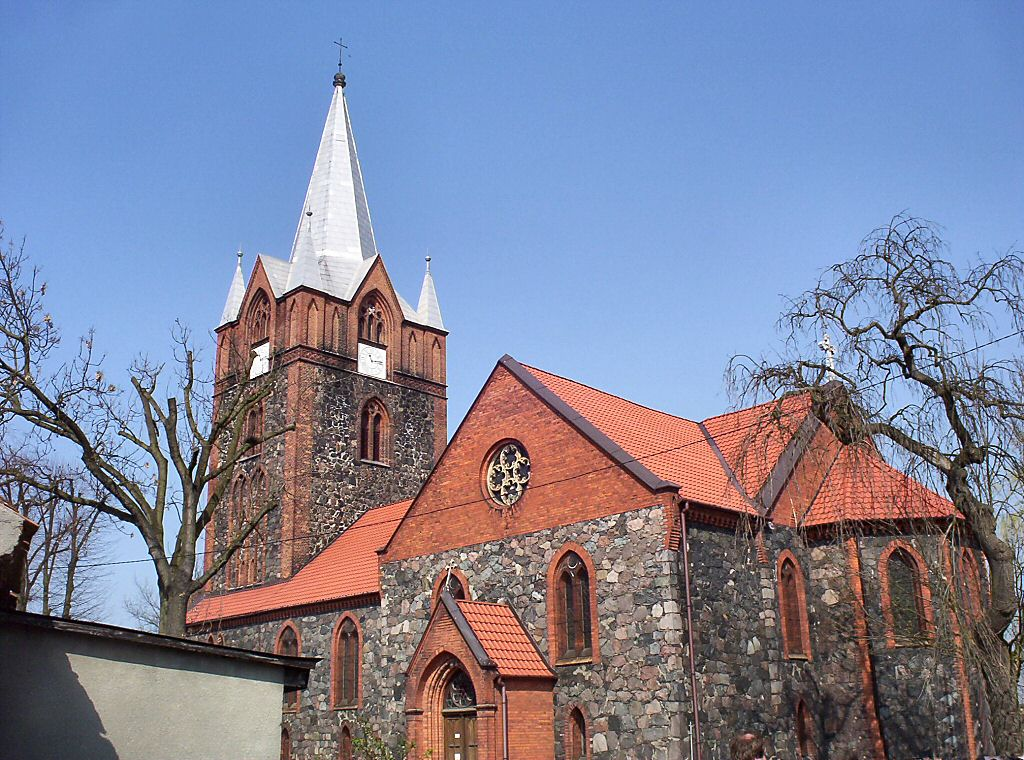
Kościół św. Antoniego Padewskiego

- Kościół parafialny pw. św. Antoniego Padewskiego – budowa zakończona w 1858; neogotycki kościół orientowany na rzucie krzyża łacińskiego, z 5-boczną apsydą i transeptem. Z pierwotnej części gotyckiej (XIV w.) zachowały się partie murów ściany zachodniej i jej portal. Elewacje ozdobione są ostrołukowymi blendami oraz położonymi centralnie oknami z maswerkami. Wieża bogato ozdobna, hełm wieloboczny (podczas remontu 1997-1998 zdjęto łupek i pokryto blachą), zegar z 2001. Trzy żeliwne dzwony bez napisów z początku XX wieku. Wnętrza: drewniany, polichromowany ołtarz (z czasów napoleońskich), prospekt organowy, empory; pozostały wystrój z lat 1975/78; na prawej ścianie płd. tablica marmurowa z historią kościoła i fundatorami. W latach 1865–1870 kościół otrzymał organy usytuowane na chórze, następnie modernizowane i przebudowane. Wpisany do rejestru zabytków pod nr 488[57].
- kaplica cmentarna – niewielki obiekt murowany wzniesiony na początku XX w.
- cmentarz poewangelicki – zlokalizowany na płn. od Boleszkowic, przy drodze do Sitna; nieczynny
- cmentarz żydowski
- pomnik – poświęcony osadnikom przybyłym do Boleszkowic po 1945
- młyn motorowy – murowany obiekt wzniesiony w latach 30. XX w.
- relikty tradycyjnego budownictwa szachulcowego (ryglowego) – zachowane w formie szczątkowej, m.in. przy ul. Słonecznej 3, ul. Poznańskiej 12, ul. Wąskiej 2, Poniatowskiego 5
- zespół budynków stacyjnych z przełomu XIX/XX w.
- kopiec ziemny w miejscu zamku – po zamku (umocnione domostwo zwane Kiliansburg) nie zachowały się żadne ślady, miejsce to wskazuje jedynie niewielki kopiec w polu, z dala od głównych dróg dojazdowych